# Heptathela nishikawai
Heptathela nishikawai is een spinnensoort uit de familie Liphistiidae. De soort komt voor in Japan.